# اسفار اربعه
اسفار اربعه یا سَفَرهای چهارگانه، بنا بر آثار و تعلیمات عارفان «مراحل عملی» برای «رسیدن به خدا» است.
مشهورترین تقریر از اسفار اربعه از ملاصدرا است که نام مهمترین کتاب خود و فصول آن را با سَفَرهای چهارگانه تطبیق داده‌است. اصل این تقریر ریشه در کلمات داود بن محمود قیصری، شارح فصوص الحکم دارد. بیان قیصری نیز ناظر به تقریر ملاّعبدالرزّاق کاشانی در شرح منازل السائرین است و وی نیز صورت آن را از عفیف‌الدین تلمسانی در شرحش بر منازل السائرین گرفته‌است. این سه تقریر تفاوت‌هایی (به ویژه در سفر چهارم) نیز دارد.

## اسفار اربعه به تقریر ملاصدرا
| سفرهای چهارگانه عرفا                 | ترجمه فارسی سفرها            |
| ------------------------------------ | ---------------------------- |
| سفر اول: سفر من الخلق الی الحق       | مسافرت از مردم تا خدا        |
| سفر دوم: سفر بالحق فی الحق           | مسافرت با خدا دربارهٔ خدا     |
| سفر سوم: سفر من الحق الی الخلق بالحق | مسافرت از خدا تا مردم با خدا |
| سفر چهارم: سفر فی الخلق بالحق        | مسافرت درمیان مردم با خدا    |

غلامحسین ابراهیمی دینانی در کتاب «منطق و معرفت در نظر غزالی» پیرامون اسفار اربعه می‌نویسد:
همانگونه که ملاحظه می‌شود، سفر اول و سفر سوم متقابل بوده و نسبت مبدأ و منتهای آنها معکوس یکدیگر است. البته با این تفاوت که در سفر سوم، قید «بوسیله حق» ذکر شده و در سفر اول، این قید وجود ندارد؛ ولی سفر دوم و سفر چهارم اگرچه از یک جهت با یکدیگر متقابل اند، ولی از جهت دیگر با یکدیگر مشترک می‌باشند. تقابل آنها از این جهت است که در مبدأ و منتهی با یکدیگر اختلاف دارند؛ ولی اشتراک آنها از این جهت است که در هر دو مورد، قید «بوسیله حق» ذکر شده‌است.

### سفر اول از اسفار اربعه
حکیم قمشه ای بر این عقیده است که در سفر اول، کلیهٔ حجاب‌های ظلمانی و نورانی که بین شخصی سالک و حقیقت ازلی و ابدی او کشیده شده‌است، برداشته می‌شود. در پایان این سفر، سالک به مشاهده جمال حق پرداخته و ذات او در حق فانی می‌گردد. در اینجا وجود سالک، وجود حقانی گشته و حالت محو بر وی عارض می‌گردد. در همین حالت است که شطح گفتن آغاز می‌کند و در نتیجه با عواقب آن نیز روبرو می‌گردد.

### سفر دوم از اسفار اربعه
اما در سفر دوم که شخصی سالک به مقام ولایت نائل آمده و وجود وی یک وجود حقانی گشته، سفر خود را از موقف ذات آغاز کرده و بسوی کمالات، یکی پس از دیگری پیش می‌رود؛ تا جایی که همهٔ کمالات را مشاهده کرده و جز اسمای مستأثره، همهٔ اسمای حق را می‌آموزد. در اینجا ولایت سالک، تام و تمام شده و ذات و صفات و افعالش، در ذات و صفات و افعال حق فانی می‌گردد؛ به حق می‌شنود و به حق می‌بیند.

### سفر سوم از اسفار اربعه
بعد از این سفر، سفر سوم است که از حق بسوی خلق بوده و بوسیله حق انجام می‌پذیرد. در این سفر، سالک مراتب افعالی حق را سیر می‌کند. در این سیر و سلوک حالت محو زائل گشته و صحو کامل برای وی حاصل می‌گردد. در همین سفر است که سالک عوالم جبروت، ملکوت و ناسوت را طی کرده و آنچه در این عوالم است - اعم از اعیان و لوازم آن -- را مشاهده می‌نماید و در اینجاست که می‌توان گفت بهره ای از نبوت و پیغمبری نصیب سالک گشته و در عالم معارف، از ذات و صفات و افعال حق تبارک و تعالی سخن می‌گوید. این نبوت، نبوت تشریع نبوده و به هیچ وجه نمی‌توان او را پیغمبر نامید؛ زیرا احکام شریعت را از پیغمبر مطلق فرا می‌گیرد و در همهٔ این امور، تابع او می‌باشد. در اینجا سفر سوم پایان یافته و سفر چهارم آغاز می‌گردد.

### سفر چهارم از اسفار اربعه
سفر چهارم، از خلق بسوی خلق و بوسیلهٔ حق انجام می‌پذیرد. مشاهدهٔ خلایق و آثار و لوازم آنها، از خصوصیات این سفر است. در این سفر، سالک همه ضررها و منفعت‌های نزدیک و دور یعنی دنیا و آخرت را به‌خوبی می‌داند و از کیفیت رجوع همه امور به خداوند و نتایج خوب و بد آن آگاه است؛ بنابراین سالک این سفر، پیغمبر تشریع بوده و نام پیغمبری نیز بر وی گذاشته می‌شود زیرا از آن چه سعادت و شقاوت بشر به آن بستگی دارد، خبر داده و همه این امور را بوسیله حق انجام می‌دهد. وجود او یک وجود حقانی است که اشتغال به اینگونه امور، هرگز او را از توجه به حق بازنمی‌دارد.